# Противокорабна ракета
Противокорабна ракета е управляема ракета, предназначена за поразяване на надводни цели (кораби).
Влиза в състава на противокорабните ракетни комплекси (ПКРК), където освен самите ракети влизат също носителят (кораб, подводни лодки, самолет, вертолет, мобилна брегова установка), пусковата установка, комплексът за управление, понякога и носителят на системата за насочване. В зависимост от типа носител ПКР и ПКРК биват следните типове – кораб-кораб, въздух-кораб и т.н.
Първите образци управляемо специфично противокорабно въоръжение се появяват през Втората световна война – германската Henschel Hs 293, американската ASM-N-2 Bat, японската MXY7 Ohka Цветче сакура.
Като клас въоръжение ПКР получават развитие след Втората световна война заедно с общото развитие на ракетната техника.

## История

### Първи образци
Идеята за създаване на безпилотни летателни апарати за поразяване на корабите на противника се появява още през Първата световна война. Първите опити за използване на авиацията против военните кораби демонстрират, че това е съществено по-трудно, отколкото се предполага на теория: да се уцели с бомба маневриращият и защитаващ се със зенитните си оръдия кораб се оказва прекалено сложно, а торпедоносната авиация и пикиращите бомбардировачи едва започват да се разработват.
Още през 1914 г. американският изобретател Спери предлага своя проект за „летящо торпедо“, управляемо от жироскопен автопилот. Торпедото трябва да се пуска от палубата на военния кораб по кораба на противника, и, автоматично да държи курса, поразявайки противника в борда или в надстройката. Немският флот в периода 1915 – 1918 г. експериментира с планиращите торпеда на „Сименс“, управляеми по кабел от борда на цепелин.
След края на Първата световна война бързото усъвършенстване на торпедоносната авиация и появата на пикиращите бомбардировачи дава, както изглежда тогава, достатъчно ефективни авиационни средства за поразяване на корабите на противника и интересът към управляемото противокорабно оръжие временно намалява. Той отново излиза на дневен ред вече в годините на Втората световна война, когато развитието на радарите, средствата за управление на зенитния огън и палубната авиация правят атаките на пикировачите и торпедоносците прекомерно трудни и рисковани.
Първи специализираното противокорабно оръжие създават немците. През 1943 г. те успешно използват планиращата бомба/ракета Henschel Hs 293. Управляема от борда на самолета носител бомба се пуска отвъд пределите на радиуса на ефективно действие, в крайна сметка поне на малокалибрената зенитна артилерия на противника. Редица кораби на съюзниците са потопени или повредени от това оръжие в периода 1943 – 1944 г., но развитието на средствата за РЕБ и усъвършенстването на ПВО слагат край на нейната употреба.
През 1945 г. ВМС на САЩ в рамките на програмата SWOD разработва прекия предшественик на съвременните противокорабни крилати ракети – самонасочващата се планираща бомба ASM-N-2 Bat. Бомбата се насочва към целта с помощта на активна радиолокационна глава за самонасочване и може да порази цел на разстояния до 32 километра. Приета на въоръжение през януари 1945 г., бомбата се използва с относителен успех по време на бойните действия в Тихия океан, но скорошното приключване на войната и практически пълното прекратяване на японското корабоплаване пречат за широкото ѝ разгръщане.

### Противокорабните ракети в епохата на „Студената война“
След края на Втората световна щафетата в развитието на противокорабните ракети преминава към СССР. САЩ, разглеждайки атомната бомба като „абсолютното оръжие“, в т.ч. и във войната по море, малко се интересуват от развитието на специализираното противокорабно управляемо оръжие.
През 1950-те години в СССР са разработени първите противокорабни ракети: авиационната КС-1 Комета и КСЩ, с корабно базиране. Ракетите се разглеждат от съветското командване като ефективно средство за париране на подавляващото превъзходство на НАТО в тежки надводни кораби. Именно в СССР е създадена получилата широко разпространение ракета П-15 „Термит“ – първата в света противокорабна ракета с контейнерно съхранение, приспособена за поставяне практически на всеки един военен кораб или катер.
Поради появата в средата на 1950-те на зенитните ракети с корабно базиране, като например RIM-2 „Terrier“ и RIM-8 „Talos“, ефективността на дозвуковите противокорабни ракети съществено намалява и през 1960-те години, за да се реши този проблем, СССР приема на въоръжение свръхзвуковите противокорабни ракети, К-10С, Х-22 и П-35. В другите страни на развитието на противокорабните ракети не се отделя особено внимание. Единствената страна освен СССР, където ПКР активно се разработват през 1950-те, е Швеция.
На 21 октомври 1967 г. при бреговете на Порт Саид с ракети П-15 „Термит“ пуснати от египетските ракетни катери от типа „Комар“ е потопен израелският разрушител „Ейлат“, това е първият случай на бойно използване на противокорабните ракети.
Едва през 1960-те, след първите случаи на успешно използване на противокорабните ракети съветско производство в локални конфликти, ефективността на специализираното противокорабно оръжие е оценена по достойнство. Първата разработена не в СССР и не в Швеция противокорабна ракета е израелската Gabriel, приета на въоръжение през 1970 г.

### Противокорабните ракети съвременен тип
Към 1970-те става ясно, че летящите на голяма височина свръхзвукови противокорабни ракети не са идеалното решение. Поради голямата височина на полета те се засичат от радарите на противника на значителна дистанция и, независимо от свръхзвуковата скорост на ПКР, противникът има напълно достатъчно време, за да предприеме контрамерки: използването на средствата за радиоелектронна борба или зенитни ракетни комплекси. Практиката на Виетнамската война показва, че даже за пилотираните самолети скоростта и височината на полета не гарантират защитата им от ЗРК подобни на С-75 Двина.
Решение на проблема може да бъде в прехода на малки и свръхмалки височини на полета. Но за свръхзвуковите противокорабни ракети полетът на свръхниска височина е затруднителен поради резкия ръст на съпротивлението на въздуха и съответно на разхода на гориво, което силно съкратява радиуса им на действие. Като частично решение на проблема са разработени свръхзвуковите ракети с комбинирана схема на полета, като П-700 „Гранит“ и П-800 „Оникс“: ракетата лети през по-голямата част от траекторията си на голяма височина (около 15 – 20 хил. метра), и едва близо до целта се снижава до височина 20 – 50 метра, така затруднявайки съпровождането на ракетата от радарите на противника. Но това е само частично решение на проблема – баражиращите прехващачи Grumman F-14 Tomcat и далекобойните зенитни ракети SM-1ER могат да свалят ПКР още в нейния височинен участък от траекторията на полета.
Като решение на проблема е разработена концепцията за дозвуковата крилата ракета, извършваща целия полет на свръхниски височини: 2 – 4 метра над водата. Атаката на такава ракета би била за кораба на противника пълна изненада: неговите радари ще засекат ракетата само тогава, когато тя се появи иззад радиохоризонта в непосредствена близост до него, оставяйки на противника минимум време за отбрана.
Първата ракета, реализираща (не напълно) подобна концепция, става появилият се през 1972 г. съветски П-70 „Аметист“, макар тя не напълно да съответства на тези изисквания поради сравнително високия си полет над водата – 60 метра. След него последва, през 1975 г., френската MM-38 Exocet, първата „класическа“ противокорабна ракета, с дозвукова скорост на полета при височина 1 – 2 метра над повърхността на водата. Развитие на концепцията стават появилите се през 1977 г. американска RGM-84 „Harpoon“, италианската Otomat, съветската Х-35 „Уран“ и противокорабната версия на КР „Томахоук“ – TASM (Tomahawk anti-ship missile).

### Съвременните ПКР
Понастоящем развитието на противокорабното оръжие продължава. Основното направление в развитието на ПКР става намаляване на тяхната видимост за радарите на противника (чрез внедряването на технологии за понижаване на отразяващата повърхност), усъвършенстване на ГСН, увеличаване на далечината на пуск и увеличаване на скоростите на ракетите. Подавляващото болшинство съвременни противокорабни ракети са нисколетящи дозвукови крилати ракети. Редица страни, включая Русия, Индия, Китай и Тайван, продължават разработката на свръхзвукови противокорабни ракети. Главен проблем тук са значителните габарити на свръхзвуковите ПКР и техният малък радиус на действие при полет на свръхмалки височини (не по комбинирана траектория). Така например радиусът на действие на руско-индийската свръхзвукова ПКР PJ-10 „БраМос“ при полет по комбинирана траектория съставлява 300 км, а при полет изключително на малка височина – 120 км.
В опит да се реши този проблем в Русия е разработена противокорабната ракета Калибър, изпълняваща основната част от полета на свръхмалка височина и на дозвукова скорост, а близо до целта рязко ускоряваща се за възможно най-бързото преодоляване на останалата до противника дистанция.
В САЩ понастоящем се разработва малозабележимата високоавтономна противокорабна ракета LRASM, която ще бъде способна да осъществява самостоятелно търсене, идентификация на целите, определяне на маршрута и поразяване на противника на голяма дистанция без необходимост от предварително определяне на курса или външно целеуказание. Също състоящата на въоръжение ЗУР SM-6 (снабдена с активна глава за самонасочване) е адаптирана за поразяване на надводни цели на дистанции 250 – 400 км, и успешно е изпробвана в ролята на свръхзвукова противокорабна ракета.
През 2016 г. СМИ съобщават, че Русия разработва и изпитва хиперзвуковата противокорабна крилата ракета „Циркон“, с която се планира да се въоръжи тежкият атомен ракетен крайцер „Петър Велики“, а също и проектираните атомни многоцелеви подводници пето поколение „Хъски“.

## Носители
Освен корабите, подводните лодки и самолетите, носители на ПКР също могат да бъдат стационарни или подвижни брегови противокорабни ракетни комплекси (БПРК). От спецификата на средата за пуск и типа на носителя зависят много от особеностите на пусковото устройство и ракетата, например пусковите устройства и ракетите с авиационно базиране често са по-леки и по-малки по размери на ПУ и ПКР от тези с морско и наземно базиране, положението в пространството позволява на самолетите или вертолетите носители да осъществяват насочването към целта на значително по-голямо разстояние, отколкото от кораба. ПКР, изстрелвани от торпеден апарат или вертикалната пускова установка на подводните лодки, винаги са самонасочващи се или летящи по предварително програмиран маршрут (тъй като към момента няма ефективни технологии за практическото реализиране на контура за управление на ракета от клас „повърхност—повърхност“ изпод водата), ПКР с авиационно базиране могат да бъдат управляеми с помощта на станция за насочване, монтирана на борда на летателния апарат носител, реализирайки безжично телевизионно/радиокомандно или радиолокационно насочване към целта (работите по създаването на ПКР управляеми по оптично влакно остават на фаза експериментиране).

## Основни образци
- Италия: „Сий Килър“, Otomat;
- Норвегия: „Пингвин“;
- СССР (Русия): П-15 „Термит“, П-270 „Москит“, П-70 „Аметист“, П-120 „Малахит“, П-500 „Базалт“, П-700 „Гранит“, Х-35 „Уран“, П-800 „Оникс“ („Яхонт“), „Циркон“ (в разработка);
- САЩ: „Харпун“, „Мавърик“, TASM, LRASM;
- Франция: „Екзосе“;
- Украйна: „Нептун“
- Швеция: Robot 04, Robot 08, RBS-15.
- Турция: Atmaca

| Година | Страна         | Название                | Изображение (в маршева полетна конфигурация) | Макс. далечина, км | Макс. скорост, Мах | Дължина, м | Диаметър, м | Маса, кг | Маса на БЧ, кг         | Тип насочване                                            | Носител ПУ                                           |
| ------ | -------------- | ----------------------- | -------------------------------------------- | ------------------ | ------------------ | ---------- | ----------- | -------- | ---------------------- | -------------------------------------------------------- | ---------------------------------------------------- |
| 1943   | Германия       | Henschel Hs 293         |                                              | 18                 | 0,55               | 3,82       | 0,47        | 1045     | 295                    | Радиокомандно                                            | Самолет (С)                                          |
| 1944   | САЩ            | KSD-1 „Гаргойл“         |                                              | 13                 | 0,78               | 3,1        | 0,508       | 688,1    | 453,5                  | Радиокомандно                                            | С                                                    |
| 1945   | Япония         | MXY7 Ohka Цветче сакура |                                              | 40                 | 0,55               | 6,06       | 0,76        | 2120     | 1200                   | Камикадзе                                                | С                                                    |
| 1945   | САЩ            | ASM-N-2 „Бат“           |                                              | 32                 | 0,5 (планер)       | 3,63       | 0,3         | 850      | 450                    | АРЛ ГСН                                                  | С                                                    |
| 1960   | СССР           | П-15 „Термит“           |                                              | 80                 | 0,95               | 6,5        | 0,76        | 2523     | 513                    | ИНС + АРЛ/ИК                                             | Надводен кораб (НК), Наземна пускова установка (НПУ) |
| 1968   | СССР           | П-70 „Аметист“          |                                              | 80                 | 0,95               | 7          | 0,55        | 2900     | 200 кт 1000 кг         | ИНС + АРЛ                                                | Подводна лодка (ПЛ)                                  |
| 1972   | Норвегия       | AGM-119 Пингвин         |                                              | 55                 | 0,95               | 3,6        | 0,28        | 370      | 130                    | ИК / Л                                                   | С, Вертолет (В), НК                                  |
| 1972   | СССР           | П-120 „Малахит“         |                                              | 150                | 0,9                | 8,84       | 0,8         | 5400     | до 2 Мт 800 кг         | ИНС + АРЛ/ИК                                             | НК, ПЛ                                               |
| 1975   | СССР           | П-500 „Базалт“          |                                              | 550                | 2,5                | 11,7       | 0,88        | 4800     | 350 кт 500 (1000) кг   | ИНС + АРЛ                                                | НК                                                   |
| 1975   | Франция        | Екзосе                  |                                              | 180                | 0,95               | 4,7        | 0,35        | 670      | 165                    | ИНС + АРЛ                                                | С, НК                                                |
| 1976   | Германия       | AS.34 Kormoran          |                                              | 30                 | 0,9                | 4,4        | 0,34        | 660      | 160                    | ИНС + АРЛ                                                | С                                                    |
| 1980   | САЩ            | Харпун                  |                                              | 280                | 0,9                | 3,84       | 0,34        | 667      | 225                    | ИНС + АРЛ/ИК                                             | С, НК, ПЛ, НПУ                                       |
| 1980   | Япония         | ASM-1                   |                                              | 65                 | 0,9                | 4          | 0,35        | 600      | 150                    | ИНС + АРЛ                                                | С, НПУ                                               |
| 1983   | СССР           | П-700 „Гранит“          |                                              | 625                | 2,5                | 10         | 0,85        | 7000     | до 500 кт 518 – 750 кг | ИНС + АРЛ                                                | НК, ПЛ                                               |
| 1983   | СССР           | П-750 „Метеорит“        |                                              | 5500               | 3                  | 12,8       | 0,9         | 6380     | ? ок. 1000 кг          | ИНС + АРЛ                                                | С, НК, ПЛ, НПУ                                       |
| 1984   | СССР           | П-270 „Москит“          |                                              | 240                | 2,8                | 9,75       | 0,76        | 4450     | 300 кг (320)           | ИНС + АРЛ                                                | С, НК, НПУ                                           |
| 1984   | Франция        | AS.15TT                 |                                              | 17                 | 0,95               | 2,3        | 0,187       | 100      | 30                     | ИНС + АРЛ                                                | В, НК, НПУ                                           |
| 1985   | Швеция         | RBS-15                  |                                              | 250                | 0,95               | 4,33       | 0,5         | 800      | 200                    | ИНС + СП + АРЛ                                           | С, НК, НПУ                                           |
| 1985   | Великобритания | Sea Eagle               |                                              | 110                | 0,95               | 4,1        | 0,4         | 600      | 230                    | ИНС + АРЛ                                                | С                                                    |
| 1968   | СССР           | Х-22                    |                                              | 600                | 3,5 – 4,6          | 11,67      | 0,92        | 5780     | 1000                   | ИНС + АРЛ                                                | С                                                    |
| 1987   | СССР           | П-1000 „Вулкан“         |                                              | 700                | 2,5                | 11,7       | 0,88        | 5800     | 350 кт 500 кг (ВВ)     | ИНС + АРЛ                                                | НК                                                   |
| 1987   | Италия         | Marte-2                 |                                              | 20                 | 0,95               | 2,85       | 0,27        | 147      | 35                     | ИНС + АРЛ                                                | В, НПУ                                               |
| 1989   | СССР           | Х-31 АД                 |                                              | 160                | 3,1                | 5,34       | 0,36        | 715      | 110                    | ИНС + АРЛ                                                | С                                                    |
| 1993   | Япония         | ASM-2                   |                                              | 100                | 0,9                | 4          | 0,35        | 600      | 150                    | ИНС + ИК                                                 | С, НПУ                                               |
| 1993   | Русия          | 3М-54Э Калибър          |                                              | 220                | 0,8 – 2,9*         | 8,22       | 0,533       | 2300     | 200                    | ИНС + АРЛ                                                | НК, НПУ, ПЛ                                          |
| 1993   | Русия          | 3М-54Э1 Калибър         |                                              | 300                | 0,8                | 6,2        | 0,533       | 1800     | 400                    | ИНС + АРЛ                                                | НК, НПУ, ПЛ                                          |
| 1995   | Русия          | Х-35                    |                                              | 300                | 0,85               | 4,4        | 0,42        | 600      | 145                    | ИНС + АРЛ/ИК                                             | В, В, НК, НПУ                                        |
| 1996   | Тайван         | Сюн фен 2Е              |                                              | 80                 | 0,9                | 3,9        | 0,34        | 520      | 225                    | ИНС + АРЛ + ИК                                           | С, НК                                                |
| 2002   | Русия          | П-800 „Оникс“           |                                              | 500-300-120**      | 2,6                | 8          | 0,67        | 3000     | 300                    | ИНС + АРЛ                                                | С, НК, НПУ, ПЛ                                       |
| 2006   | Южна Корея     | Хесон                   |                                              | 150                | 0,85               | 4,8        | 0,34        | 718      |                        | ИНС + АРЛ                                                | НК                                                   |
| 2007   | Норвегия       | Naval Strike Missile    |                                              | 185                | 0,95               | 3,95       | 0,32        | 410      | 125                    | ИНС + СП + ИК                                            | С, НК, НПУ                                           |
| 2018   | САЩ            | AGM-158C LRASM          |                                              | 370+ км            | 0,85               | 4,27       | 0,55        | 1020     | 450                    | ИНС + СП + АРЛ + ИК + двустранен канал за обмен на данни | С, НК (в перспектива)                                |
| 2018   | Турция         | Atmaca                  |                                              | 250+ км            | 0,90               | 4,8        | 0,35        | 750      | 220                    | ИНС + СП + АРЛ                                           |                                                      |
| 2020   | Украйна        | Нептун                  |                                              | 300                | 0,9                | 5,05       | 0,38        | 870      | 150                    | ИНС+СП+АРЛ                                               |                                                      |

- На маршевия участък от пътя дозвукова скорост, на финалния участък – свръхзвукова.

- - Максималната далечина зависи от траекторията на полета. При висока траектория далечината е максималната, при нисковисотна – минималната. При комбинирана траектория е усреднена.

٭Фугасно-кумулативна бойна част, съвмещяваща в себе си два типа поразяващо въздействие – фугасно и кумулативно. Заряд от такъв тип е предназначен за поразяване на два типа цели – кораби и площ. Голямата маса на бойната част (500 – 1000 кг) осигурява добро поражаващо фугасно въздействие.
Условни обозначения:
- – ракетата може да носи специална (ядрена) бойна част.
- ИНС – инерционна навигационна система
- АРЛ – активно радиолокационно насочване
- ИК – инфрачервена самонасочваща се глава
- Л – лазерна ГСН
- СП – спътникова система за корекция на траекторията

## Употреба в бой
| Анализ на случаите на поразяване на кораби от ПКР* (1967— до днес)                                                                                    | Анализ на случаите на поразяване на кораби от ПКР* (1967— до днес) | Анализ на случаите на поразяване на кораби от ПКР* (1967— до днес) | Анализ на случаите на поразяване на кораби от ПКР* (1967— до днес) | Анализ на случаите на поразяване на кораби от ПКР* (1967— до днес) | Анализ на случаите на поразяване на кораби от ПКР* (1967— до днес) | Анализ на случаите на поразяване на кораби от ПКР* (1967— до днес) | Анализ на случаите на поразяване на кораби от ПКР* (1967— до днес) | Анализ на случаите на поразяване на кораби от ПКР* (1967— до днес) | Анализ на случаите на поразяване на кораби от ПКР* (1967— до днес) | Анализ на случаите на поразяване на кораби от ПКР* (1967— до днес) | Анализ на случаите на поразяване на кораби от ПКР* (1967— до днес) | Анализ на случаите на поразяване на кораби от ПКР* (1967— до днес) |
| --- | ------------------------------------------------------------------ | ------------------------------------------------------------------ | ------------------------------------------------------------------ | ------------------------------------------------------------------ | ------------------------------------------------------------------ | ------------------------------------------------------------------ | ------------------------------------------------------------------ | ------------------------------------------------------------------ | ------------------------------------------------------------------ | --- | ------------------------------------------------------------------ | ------------------------------------------------------------------ |
| Конфликт | Дата                                                               | Име на кораба                                                      | Тип на кораба и тонаж (т)                                          | Тип на кораба и тонаж (т)                                          | Ракета                                                             | Скорост (M), маса на ракетата и БЧ (кг)                            | Скорост (M), маса на ракетата и БЧ (кг)                            | Скорост (M), маса на ракетата и БЧ (кг)                            | Изваден от строй (попадение по ред), характер на повредите         | Изваден от строй (попадение по ред), характер на повредите | Критично попадение                                                 | БИ                                                                 |
| Втора арабско-израелска война | 21 октомври 1967                                                   | Eilat                                                              | разрушител                                                         | 2555                                                               | Термит                                                             | 0.95                                                               | 2523                                                               | 513                                                                | 1                                                                  | опитът за противоракетна маневра не е успешен, обстрелът на ракетата със зенитно-артилерийски и картечен огън е безрезултатен, 1 (17:32) — пробойна над водолинията, на кораба започва пожар в котелното отделение, парен котел № 2 е изваден от строй; 2 (ок. 18:30) – попадение в машинното отделение, корабът е напълност обездвижен и без захранване; 3 (ок. 18:30) – попадение в мидъла, корабът се накланя от удара, потъва 15 минути след третото попадение | трето                                                              | [ 8 ]                                                              |
| Трета индо-пакистанска война | 4 декември 1971                                                    | PNS Khaibar (D163)                                                 | разрушител                                                         | 3360                                                               | Термит                                                             | 0.95                                                               | 2523                                                               | 513                                                                | 1                                                                  | | първо                                                              | [ 9 ]                                                              |
| Трета индо-пакистанска война | 4 декември 1971                                                    | PNS Badr (D161)                                                    | разрушител                                                         | 3360                                                               | Термит                                                             | 0.95                                                               | 2523                                                               | 513                                                                | 1                                                                  | | не потъва                                                          | [ 9 ]                                                              |
| Трета индо-пакистанска война | 4 декември 1971                                                    | PNS Muhafiz                                                        | миночистач                                                         | 375                                                                | Термит                                                             | 0.95                                                               | 2523                                                               | 513                                                                | 1                                                                  | | първо                                                              | [ 9 ]                                                              |
| Шестдневна война | 6 октомври 1973                                                    | пр. 254                                                            | миночистач                                                         | 500                                                                | Gabriel                                                            | 0.70                                                               | 430                                                                | 65                                                                 | 1                                                                  | | трето                                                              | [ 10 ]                                                             |
| Шестдневна война | 6 октомври 1973                                                    | пр. 205                                                            | ракетен катер                                                      | 200                                                                | Gabriel                                                            | 0.70                                                               | 430                                                                | 65                                                                 | 1                                                                  | | второ                                                              | [ 10 ]                                                             |
| Шестдневна война | 6 октомври 1973                                                    | пр. 183-Р                                                          | ракетен катер                                                      | 71                                                                 | Gabriel                                                            | 0.70                                                               | 430                                                                | 65                                                                 | 1                                                                  | | първо                                                              | [ 10 ]                                                             |
| Шестдневна война | 6 октомври 1973                                                    | пр. 183-Р                                                          | ракетен катер                                                      | 71                                                                 | Gabriel                                                            | 0.70                                                               | 430                                                                | 65                                                                 | 1                                                                  | | първо                                                              | [ 10 ]                                                             |
| Шестдневна война | 8 октомври 1973                                                    | пр. 205                                                            | ракетен катер                                                      | 200                                                                | Gabriel                                                            | 0.70                                                               | 430                                                                | 65                                                                 | 1                                                                  | | второ                                                              | [ 11 ]                                                             |
| Шестдневна война | 8 октомври 1973                                                    | пр. 205                                                            | ракетен катер                                                      | 200                                                                | Gabriel                                                            | 0.70                                                               | 430                                                                | 65                                                                 | 1                                                                  | | второ                                                              | [ 11 ]                                                             |
| Шестдневна война | 8 октомври 1973                                                    | пр. 205                                                            | ракетен катер                                                      | 200                                                                | Gabriel                                                            | 0.70                                                               | 430                                                                | 65                                                                 | 1                                                                  | | второ                                                              | [ 11 ]                                                             |
| Шестдневна война | 10 октомври 1973                                                   | пр. 205                                                            | ракетен катер                                                      | 200                                                                | Gabriel                                                            | 0.70                                                               | 430                                                                | 65                                                                 | 1                                                                  | | второ                                                              | [ 11 ]                                                             |
| Шестдневна война | 10 октомври 1973                                                   | пр. 183-Р                                                          | ракетен катер                                                      | 71                                                                 | Gabriel                                                            | 0.70                                                               | 430                                                                | 65                                                                 | 1                                                                  | | първо                                                              | [ 11 ]                                                             |
| Шестдневна война | 11 октомври 1973                                                   | пр. 205                                                            | ракетен катер                                                      | 200                                                                | Gabriel                                                            | 0.70                                                               | 430                                                                | 65                                                                 | 1                                                                  | | второ                                                              | [ 12 ]                                                             |
| Шестдневна война | 11 октомври 1973                                                   | пр. 205                                                            | ракетен катер                                                      | 200                                                                | Gabriel                                                            | 0.70                                                               | 430                                                                | 65                                                                 | 1                                                                  | | второ                                                              | [ 12 ]                                                             |
| Фолкландска война | 3 май 1982                                                         | ARA Comodoro Somellera (A-10)                                      | патрулен катер                                                     | 800                                                                | Sea Skua                                                           | 0.85                                                               | 145                                                                | 30                                                                 | 1                                                                  | | второ                                                              | [ 13 ]                                                             |
| Фолкландска война | 3 май 1982                                                         | ARA Alferez Sobral (A-9)                                           | патрулен катер                                                     | 800                                                                | Sea Skua                                                           | 0.85                                                               | 145                                                                | 30                                                                 | 2                                                                  | | не потъва                                                          | [ 13 ]                                                             |
| Фолкландска война | 4 май 1982                                                         | HMS Sheffield (D80)                                                | разрушител                                                         | 4100                                                               | Exocet                                                             | 0.95                                                               | 670                                                                | 165                                                                | 1                                                                  | | първо                                                              | [ 14 ]                                                             |
| Фолкландска война | 28 май 1982                                                        | SS Atlantic Conveyor                                               | вертолетоносач                                                     | 14946                                                              | Exocet                                                             | 0.95                                                               | 670                                                                | 165                                                                | 2                                                                  | | второ                                                              | [ 15 ]                                                             |
| Фолкландска война | 11 юни 1982                                                        | HMS Glamorgan (D19)                                                | разрушител                                                         | 6200                                                               | Exocet                                                             | 0.95                                                               | 670                                                                | 165                                                                | 1                                                                  | | не потъва                                                          | [ 16 ]                                                             |
| Operation Prairie Fire (Операция „Огън в прерията“)                                                                                                   | 24 март 1986                                                       | Waheed                                                             | ракетен катер                                                      | 311                                                                | Harpoon                                                            | 0.85                                                               | 690                                                                | 160                                                                | 1                                                                  | | първо                                                              | [ 17 ]                                                             |
| Operation Prairie Fire (Операция „Огън в прерията“)                                                                                                   | 24 март 1986                                                       | Zaquit                                                             | малък ракетен кораб                                                | 850                                                                | Harpoon                                                            | 0.85                                                               | 690                                                                | 160                                                                | 1                                                                  | | второ                                                              | [ 17 ]                                                             |
| Ирано-иракска война | 17 май 1987                                                        | USS Stark (FFG-31)                                                 | фрегата                                                            | 3660                                                               | Exocet                                                             | 0.95                                                               | 670                                                                | 165                                                                | 2                                                                  | | не потъва                                                          | [ 18 ]                                                             |
| Операция „Богомол“ | 18 април 1988                                                      | Джошан                                                             | ракетен катер                                                      | 275                                                                | Standard                                                           | 2.0                                                                | 500                                                                | 68                                                                 | 1                                                                  | | пето                                                               | [ 19 ]                                                             |
| Операция „Богомол“ | 18 април 1988                                                      | Саханд                                                             | фрегата                                                            | 1540                                                               | Harpoon                                                            | 0.85                                                               | 690                                                                | 160                                                                | 1                                                                  | | трето                                                              | [ 20 ]                                                             |
| Война в Персийския заливе | 30 януари 1991                                                     | неизв.                                                             | патрулен катер                                                     | 220                                                                | Sea Skua                                                           | 0.85                                                               | 145                                                                | 30                                                                 | 1                                                                  | | второ                                                              | [ 20 ]                                                             |
| Война в Персийския заливе | 30 януари 1991                                                     | пр. 254                                                            | миночистач                                                         | 500                                                                | Sea Skua                                                           | 0.85                                                               | 145                                                                | 30                                                                 | 2                                                                  | | не потъва                                                          | [ 21 ]                                                             |
| Война в Персийския заливе | 30 януари 1991                                                     | TNC-45                                                             | патрулен катер                                                     | 265                                                                | Sea Skua                                                           | 0.85                                                               | 145                                                                | 30                                                                 | 2                                                                  | | не потъва                                                          | [ 21 ]                                                             |
| Война в Персийския заливе | 30 януари 1991                                                     | TNC-45                                                             | патрулен катер                                                     | 265                                                                | Sea Skua                                                           | 0.85                                                               | 145                                                                | 30                                                                 | 2                                                                  | | не потъва                                                          | [ 21 ]                                                             |
| Военноморские учения на НАТО „Демонстрация на решителност“                                                                                            | 1 октомври 1992                                                    | TCG Muavenet (DM 357)                                              | разрушител                                                         | 3375                                                               | Sea Sparrow                                                        | 2.5                                                                | 230                                                                | 40,5                                                               | 1                                                                  | обстрел на бойния кораб „погрешка“ (както е заявено от разследването на инцидента) | не потъва                                                          | [ 22 ]                                                             |
| Руско-украинска война | 3 април 2022                                                       | Адмирал Есен                                                       | фрегата                                                            | 4035                                                               | Нептун                                                             | 0.85                                                               | 870                                                                | 150                                                                | 1                                                                  | Събитието не е потвърдено от МО на РФ | не потъва                                                          | [ 23 ]                                                             |
| Руско-украинска война | 14 април 2022                                                      | Москва                                                             | крайцер                                                            | 11490                                                              | Нептун                                                             | 0.85                                                               | 870                                                                | 150                                                                | 2                                                                  | Според данни на руската страна пожар и детонация на БК, потъва при буксиране. Според данни на украинската страна е потопен ВМС на Украйна | второ                                                              | [ 24 ]                                                             |
| Руско-украинска война | 12 май 2022                                                        | Всеволод Бобров                                                    | спомагателен кораб                                                 | 9600                                                               | Нептун                                                             | 0.85                                                               | 870                                                                | 150                                                                | 1                                                                  | Събитието не е потвърдено от МО на РФ | не потъва                                                          | [ 25 ]                                                             |
| Руско-украинска война | 17 юни 2022                                                        | Спасител Василий Бех                                               | буксирен кораб                                                     | 1670                                                               | Harpoon                                                            | 0.85                                                               | 690                                                                | 160                                                                | 1                                                                  | Потопен от ВМС на Украйна | второ                                                              | [ 26 ]                                                             |
| * В представената таблица не са указани случаите с използване на ракети против съдове на търговския флот, необходима е тяхната отделна каталогизация. |                                                                    |                                                                    |                                                                    |                                                                    |                                                                    |                                                                    |                                                                    |                                                                    |                                                                    | |                                                                    |                                                                    |

| Анализ на случаите по използване на ПКР по кораби мишени* | Анализ на случаите по използване на ПКР по кораби мишени* | Анализ на случаите по използване на ПКР по кораби мишени* | Анализ на случаите по използване на ПКР по кораби мишени* | Анализ на случаите по използване на ПКР по кораби мишени* | Анализ на случаите по използване на ПКР по кораби мишени* | Анализ на случаите по използване на ПКР по кораби мишени* | Анализ на случаите по използване на ПКР по кораби мишени* | Анализ на случаите по използване на ПКР по кораби мишени* | Анализ на случаите по използване на ПКР по кораби мишени*                | Анализ на случаите по използване на ПКР по кораби мишени* | Анализ на случаите по използване на ПКР по кораби мишени* | Анализ на случаите по използване на ПКР по кораби мишени* |
| --- | --------------------------------------------------------- | --------------------------------------------------------- | --------------------------------------------------------- | --------------------------------------------------------- | --------------------------------------------------------- | --------------------------------------------------------- | --------------------------------------------------------- | --------------------------------------------------------- | ------------------------------------------------------------------------ | --- | --------------------------------------------------------- | --------------------------------------------------------- |
| Учения | Дата                                                      | Име на кораба                                             | Тип на кораба и тонаж (т)                                 | Тип на кораба и тонаж (т)                                 | Ракета                                                    | Скорост (M), маса на ракетата и БЧ (кг)                   | Скорост (M), маса на ракетата и БЧ (кг)                   | Скорост (M), маса на ракетата и БЧ (кг)                   | Брой ракети изстреляни (от тях попадения в целта), характер на повредите | Брой ракети изстреляни (от тях попадения в целта), характер на повредите | Критично попадение                                        | БИ                                                        |
| SINKEX 73 | 28 юли 1973                                               | USS Gunason (DE-795)                                      | ескортен разрушител                                       | 1740                                                      | Harpoon                                                   | 0.85                                                      | 519                                                       | 160                                                       | 1                                                                        | пуск по програмата за изпитанията на ракетата | н/д                                                       |                                                           |
| SINKEX 81 | 12 юли 1981                                               | USNS Wheeling (T-AGM-8)                                   | кораб с измервателен комплекс                             | 4512                                                      | Harpoon                                                   | 0.85                                                      | 690                                                       | 160                                                       |                                                                          | пуск по програмата за изпитанията на ракетата | н/д                                                       |                                                           |
| SINKEX 82 | 18 юли 1982                                               | USS Agerholm                                              | разрушител                                                | 2425                                                      | Tomahawk                                                  | 0.75                                                      | 1450                                                      | 450                                                       | 1                                                                        | пуск по програмата за изпитанията на ракетата | първо                                                     |                                                           |
| SINKEX 98 | 21 юли 1998                                               | USS Somers (DD-947)                                       | ракетен крайцер                                           | 4050                                                      | Have Nap                                                  | н/д                                                       | 1360                                                      | 360                                                       |                                                                          | обстрел с две УРВП не води до потопяването на кораба | не потъва                                                 |                                                           |
| RIMPAC 2000 | 14 юли 2000                                               | USS Buchanan (DDG-14)                                     | ракетен разрушител                                        | 4526                                                      | Hellfire                                                  | 1.3                                                       | 48                                                        | 9                                                         | 3                                                                        | комбинираният обстрел с три УРВП, три КРМБ и една УАБ в съчетание с минни заряди в трюма не води до потопяването на кораба (кораба е потопен с торпеда и артилерийски огън) | не потъва                                                 | [ 27 ]                                                    |
| RIMPAC 2000 | 14 юли 2000                                               | USS Buchanan (DDG-14)                                     | ракетен разрушител                                        | 4526                                                      | Harpoon                                                   | 0.9                                                       | 667                                                       | 225                                                       | 3                                                                        | комбинираният обстрел с три УРВП, три КРМБ и една УАБ в съчетание с минни заряди в трюма не води до потопяването на кораба (кораба е потопен с торпеда и артилерийски огън) | не потъва                                                 | [ 27 ]                                                    |
| SINKEX 2001 | 31 май 2001                                               | USS Reeves (DLG-24)                                       | ракетен крайцер                                           | 8203                                                      | Harpoon                                                   | 0.9                                                       | 667                                                       | 225                                                       |                                                                          | | н/д                                                       |                                                           |
| SINKEX 2002 | 12 юни 2002                                               | USS Wainwright (CG-28)                                    | лидер на ескадрени миноносци                              | 7930                                                      | Harpoon                                                   | 0.9                                                       | 667                                                       | 225                                                       |                                                                          | | н/д                                                       |                                                           |
| SINKEX 2002 | 9 октомври 2002                                           | USS Towers                                                | ракетен разрушител                                        | 4526                                                      | Harpoon                                                   | 0.9                                                       | 667                                                       | 225                                                       |                                                                          | | н/д                                                       |                                                           |
| SINKEX 2003 | 29 юли 2003                                               | USS Ingersoll (DD-990)                                    | разрушител                                                | 8040                                                      | Harpoon                                                   | 0.9                                                       | 667                                                       | 225                                                       |                                                                          | | н/д                                                       |                                                           |
| SINKEX 2003 | 14 август 2003                                            | USS Downes (FF-1070)                                      | фрегата                                                   | 4168                                                      | Standard                                                  | 3.5                                                       | 500                                                       | 68                                                        | 2                                                                        | комбинираният обстрел с три КРМБ (две RIM-66 и една RGM-84) не води до потопяването на кораба (корабът е потопен от авиобомбардировка и артилерийски огън)                  | не потъва                                                 | [ 28 ]                                                    |
| SINKEX 2003 | 14 август 2003                                            | USS Downes (FF-1070)                                      | фрегата                                                   | 4168                                                      | Harpoon                                                   | 0.9                                                       | 667                                                       | 225                                                       | 1                                                                        | комбинираният обстрел с три КРМБ (две RIM-66 и една RGM-84) не води до потопяването на кораба (корабът е потопен от авиобомбардировка и артилерийски огън)                  | не потъва                                                 | [ 28 ]                                                    |
| SINKEX 2004 | 13 ноември 2004                                           | USS Hayler                                                | разрушител                                                | 8040                                                      | Harpoon                                                   | 0.9                                                       | 667                                                       | 225                                                       |                                                                          | | н/д                                                       |                                                           |
| Operation Patrolling Thunder | 16 юни 2005                                               | USS Mount Vernon (LSD-39)                                 | голям десантен кораб                                      | 14202                                                     | Maverick                                                  | 0.93                                                      | 304                                                       | 136                                                       | 4                                                                        | комбинираният обстрел с четири УРВП, три КРМБ в съчетание с минните заряди в трюма не потопява кораба (корабът е потопен от авиобомбардировка с 18 УАБ)                     | не потъва                                                 |                                                           |
| Operation Patrolling Thunder | 16 юни 2005                                               | USS Mount Vernon (LSD-39)                                 | голям десантен кораб                                      | 14202                                                     | Harpoon                                                   | 0.9                                                       | 667                                                       | 225                                                       | 3                                                                        | комбинираният обстрел с четири УРВП, три КРМБ в съчетание с минните заряди в трюма не потопява кораба (корабът е потопен от авиобомбардировка с 18 УАБ)                     | не потъва                                                 |                                                           |
| SINKEX 2006 | 9 февруари 2006                                           | USS O'Brien (DD-975)                                      | разрушител                                                | 8040                                                      | Harpoon                                                   | 0.9                                                       | 667                                                       | 225                                                       |                                                                          | видео в | н/д                                                       |                                                           |
| Operation Trident Fury | 14 май 2007                                               | HMCS Huron (DDG 281)                                      | разрушител                                                | 5100                                                      | Sea Sparrow                                               | 2.5                                                       | 230                                                       | 40,5                                                      | ≥2                                                                       | обстрела с КРМБ не потопява кораба (корабът е потопен с артилерийски огън)                                                                                                  | не потъва                                                 |                                                           |
| RIMPAC 2008 | 11 юли 2008                                               | USS David R. Ray                                          | разрушител                                                | 8040                                                      | Harpoon                                                   | 0.9                                                       | 667                                                       | 225                                                       | ≥3                                                                       | комбинираният обстрел с КРМБ и УРВП не потопява кораба (корабът е потопен с артилерийски огън)                                                                              | не потъва                                                 |                                                           |
| RIMPAC 2008 | 14 юли 2008                                               | USS Cushing (DD-985)                                      | разрушител                                                | 8040                                                      | Harpoon                                                   | 0.9                                                       | 667                                                       | 225                                                       |                                                                          | | н/д                                                       |                                                           |
| RIMPAC 2008 | 29 юли 2008                                               | USS Horne (CG-30)                                         | разрушител                                                | 8040                                                      | Harpoon                                                   | 0.9                                                       | 667                                                       | 225                                                       |                                                                          | | н/д                                                       |                                                           |
| RIMPAC 2014 | 10 юли 2014                                               | USS Ogden (LPD-5)                                         | десантен транспорт-док                                    | 17370                                                     | NSM                                                       | 0.95                                                      | 410                                                       | 125                                                       |                                                                          | | н/д                                                       |                                                           |
| * Следва да се отчита, че в болшинството случаи на провеждане на учения с бойни стрелби (SINKEX) едновременно с въоръжението се използват и минни заряди с различна маса и конфигурация в трюма на кораба-мишена. |                                                           |                                                           |                                                           |                                                           |                                                           |                                                           |                                                           |                                                           |                                                                          | |                                                           |                                                           |

## Коментари
1. ↑  Двигателят на бомбата се използва само за ускоряване на нейното отделяне от носителя, а не за осигуряване на тяга в полета.
2. ↑  Болшинството корабни ЗРК на САЩ и Великобритания имат възможност за поразяване на надводните кораби на противника в т.ч. и с ядрени заряди.
3. ↑  Буквите показват принадлежността към определен класː ВВ – линкор, СС, CL, СА – съответно линеен, лек или тежък крайцер, CV – самолетоносач, DD – разрушител, SS – подводница и т.н.